# 라인공 루퍼트
라인공 루퍼트(영어: Prince Rupert of the Rhine, 1619년 12월 17일 ~ 1682년 11월 29일)는 독일계 잉글랜드 장교, 제독, 과학자이자 식민지 총독이다. 후에 컴벌랜드 공작위를 수여받아 루퍼트(Rupert)로 불리게 된다. 루퍼트는 잉글랜드 내전에서 두각을 나타냈다. 루퍼트는 팔츠 선제후 프리드리히 5세와 선제후비 엘리자베스 스튜어트 사이의 아들로, 제임스 1세는 그의 할아버지였다.
루퍼트 왕자는 다양한 경력을 쌓았다. 루퍼트는 어린 나이 때부터 병사로 활동했는데, 네덜란드 독립 전쟁 당시 합스부르크 스페인에 맞서 네덜란드 군대에 참여했고, 30년 전쟁에서는 신성 로마 제국의 황제에 맞서 싸웠다. 잉글랜드 내전 때는 23살의 나이에 왕당파의 기병 지휘관으로 임명되었다. 그는 브리스틀이 함락된 이후 항복했고, 잉글랜드에서 추방되었다. 프랑스 왕국에서 루퍼트는 루이 14세를 도와 스페인과 맞서 싸웠고, 카리브해에서 왕당파의 사략에 가담했다. 왕정복고 이후 루퍼트는 잉글랜드로 돌아와 잉글랜드 해군 사령관이 되었고, 제2차 영국-네덜란드 전쟁과 제3차 영국-네덜란드 전쟁에 참전했다.
루퍼트는 생각이 빠르고 활기찬 기병 장교로 알려져 있지만, 내전 동안 동료들과의 불화로 평가가 그다지 좋지 않았다. 잉글랜드에서 내전이 끝난 이후, 루퍼트는 지중해에서 카리브해에 이르는 대양에서 장기의회에 맞선 싸움을 이어나가며 의회에 대한 적대감을 보여주었다. 루퍼트는 잉글랜드 해군의 수장이 된 이후 잉글랜드 해군의 방침과 발전에 인상깊은 기여를 했으며, 이후 이러한 발전은 루퍼트 사후에도 영국 해군에 영향을 미쳤다. 총독으로 부임할 때, 루퍼트는 현대 캐나다의 정치적 지리를 형성하는데 기여했다. 루퍼츠랜드는 루퍼트의 이름을 따서 지어진 이름이었고, 루퍼트 자신은 허드슨 베이 회사의 창립자였다. 루퍼츠랜드와 허드슨 베이 회사의 사유지 모두 후일 캐나다에 통합되었다. 루퍼트는 초기 대서양 노예 무역에도 참여했다. 또한 루퍼트의 과학적 호기심과 행정에 대한 관심, 그리고 뛰어난 예술적 재능 덕택에 왕정복고 시대에 여러 면모를 보여준 인물들 중 하나로 꼽힌다.

## 부모 및 조상
루퍼트의 아버지는 팔츠짐메른계의 일원인 프리드리히 5세로, 팔츠짐메른가는 비텔스바흐가에서 갈라져 나왔다. 팔츠 선제후인 프리드리히는 신성 로마 제국에서 중요한 대공들 중 한 명이었다. 프리드리히는 프로테스탄트계 독일 국가들의 동맹인 개신교 제후동맹의 수장이기도 했다. 팔츠 선제후국은 부유한 국가였고, 프리드리히는 호화로운 삶을 누렸다. 루퍼트의 친할머니인 루이 줄리아나는 빌럼 1세의 딸이자 마우리츠 판 오라녜의 이복동생이었다. 빌럼과 마우리츠 모두 네덜란드 공화국의 지도자였다.
루퍼트의 어머니는 엘리자베스 스튜어트로, 제임스 1세의 딸이었다. 루퍼트는 찰스 1세의 조카였고, 찰스 2세 및 제임스 2세 (잉글랜드)제임스 2세와는 사촌지간이었다. 찰스 2세는 루퍼트를 컴벌랜드 공작에 임명했다. 루퍼트의 여동생인 조피 폰 데어 팔츠는 조지 1세의 어머니이기도 했다. 루퍼트라는 이름은 비텔스바흐가의 조상 중 루프레히트에서 유래했다.

## 어린 시절과 망명

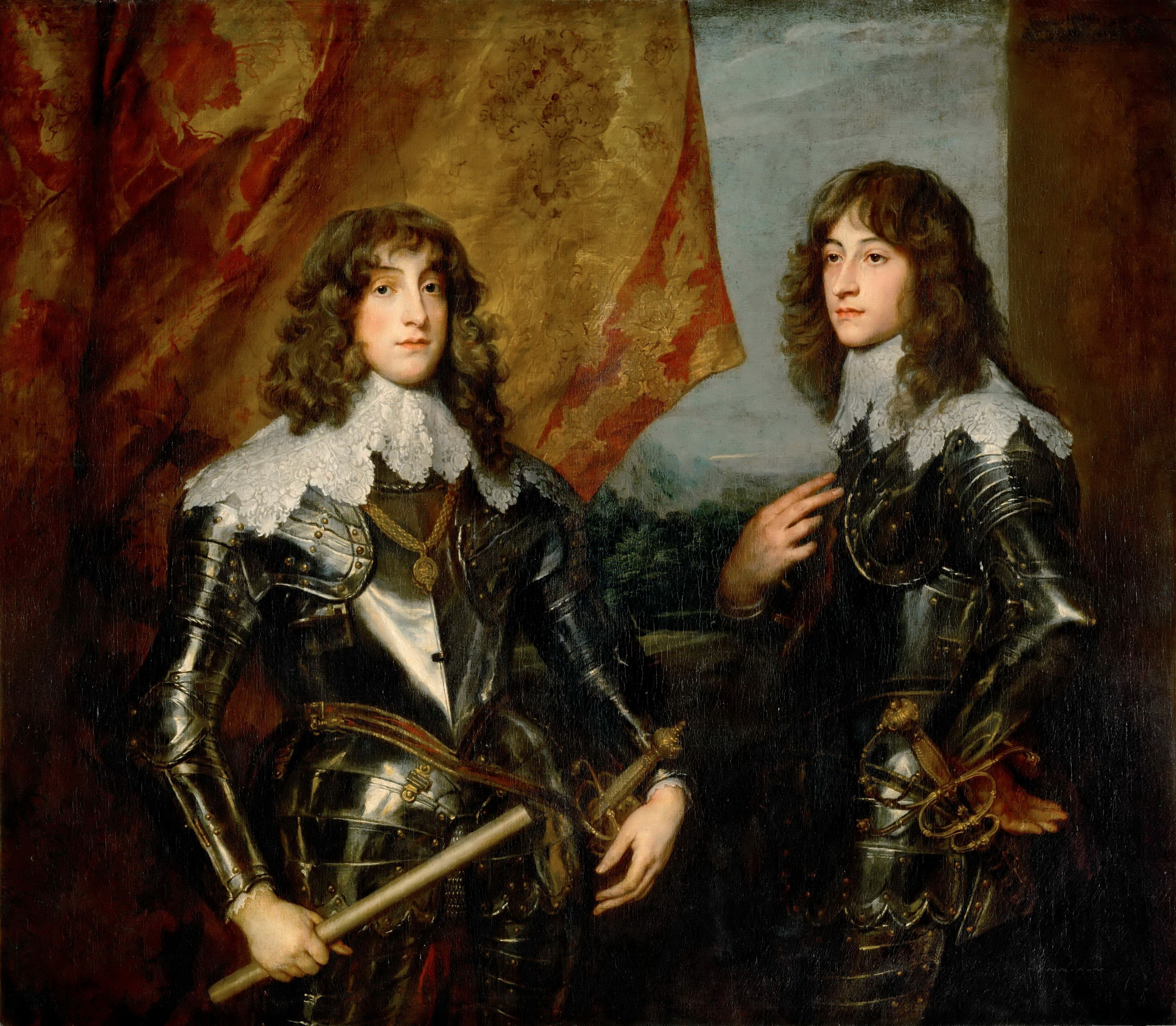
1637년 안토니 반 다이크가 그린 루퍼트와 찰스 1세 루이스. 오른쪽이 루퍼트다.

루퍼트는 1619년 보헤미아 왕국 프라하에서 태어났으며, 루사티아 공국의 공작으로 선언되었다. 아버지 프리드리히는 프로테스탄트 신자들에 의해 보헤미아 왕으로 추대되었다. 이는 1526년부터 보헤미아의 왕위를 이어온 가톨릭계 합스부르크가에 대한 반란이었고, 곧 30년 전쟁이 발발하게 되었다. 프리드리히는 개신교 제후동맹의 지지를 받지 못했고, 1620년 백산 전투에서 페르디난트 2세에게 패배했다. 치욕스럽게도 루퍼트의 부모는 이 전투 이후 "겨울 왕과 여왕"이라는 칭호로 불리게 되었는데, 그들의 보헤미아 통치 기간이 한 계절 동안이었기 때문이다. 루퍼트는 페르디난트가 프라하로 진군할 때 프라하에 남겨질 뻔 했는데, 크리스토퍼 도나라는 신하가 루퍼트를 마차 안으로 던짐으로써 무사히 탈출할 수 있었다.
루퍼트는 부모와 함께 헤이그로 갔고, 바세나르 의회에서 유년기를 보냈다. 루퍼트의 어머니인 엘리자베스 스튜어트는 아이들에게 관심을 주지 않았고, 오히려 애완동물인 원숭이나 개를 더 좋아했다. 프리드리히는 프랑스인인 드 플레젠 부부에게 아이들의 교육을 맡겼다. 부부는 보헤미아인들과 영국인들에 대해 긍정적인 반응을 보이도록 교육시켰고, 엄격한 칼뱅주의로 아이들을 길렀다. 이에 따라 아이들은 논리학, 수학, 글쓰기, 그림, 노래, 악기 연주 등을 배우며 학교를 다녀야 했다. 아이일 때, 루퍼트는 때때로 못된 행동을 하고, "불 같은 성격에 말썽꾸러기였고 격정적이었다." 이러한 성격 때문에 그는 로베르 레 디아블이라는 별명을 얻게 되었다. 그럼에도 불구하고, 루퍼트는 능력 있는 학생이었다. 3살 때 루퍼트는 영어, 체코어, 프랑스어를 어느 정도 구사할 줄 알았고, 어릴 적에 독일어를 숙달했다. 그러나 라틴어와 그리스어에는 그다지 관심을 보이지 않았다. 루퍼트는 그림을 헤라르트 판혼트호르스트에게 배웠는데, 루퍼트의 그림 실력은 뛰어났다.
루퍼트의 가족들은 헤이그에 지내면서 팔츠 지역을 되찾기 위해 여러 차례 노력했다. 돈이 부족했기 때문에 헤이그의 작은 펜션에서 생활했고, 스페인 선박을 기습하는 네덜란드에 대한 투자나 가족들이 보유한 보석을 판 돈으로 생계를 이어나갔다. 프리드리히는 잉글랜드 왕국, 프랑스 왕국, 스웨덴 등의 동맹국을 모아 팔츠와 보헤미아를 되찾기 위한 자신을 지지해주기를 바랐다. 1630년대 초, 프리드리히는 스웨덴 왕 구스타브 2세 아돌프와 친밀한 관계가 되었다. 그러나 1632년 구스타브와 프리드리히의 관계는 틀어졌는데, 구스타브가 프리드리히에게 보헤미아와 팔츠를 수복할 시 루터파와 칼뱅파에게 똑같은 권리를 줄 것을 요구했고, 프리드리히가 이를 거절하고 헤이그로 돌아가려고 했기 때문이다. 프리드리히는 헤이그에 돌아오는 도중 열로 인해 사망했고, 비석 없는 무덤에 묻히게 되었다. 같은 달 뤼첸 전투에서 구스타브 2세도 사망하면서 루퍼트의 가족은 가장 중요한 개신교 동맹을 잃게 된다. 프리드리히가 죽은 후 찰스 1세는 루퍼트의 가족에게 잉글랜드로 돌아올 것을 제안했지만, 루퍼트의 어머니인 엘리자베스는 이를 거부한 채 자신의 아이들을 보살펴줄 것을 부탁했다.